# Peter Lillja
Denna artikel handlar om sjöofficeren ’’’Peter Lillja’’’. För soldaten, se Peter Lilja.
Peter (Petter) Lillja, född den 27 september 1766 i Norra Möckleby socken på Öland, död 1835 i Kalmar, var en svensk sjömilitär.

## Biografi
Lillja föddes på Öland som son i en båtsmansfamilj. När han var 15 år, den 1 mars 1782, antogs han volontär vid överste Stares kompani. 1786 räknades han som kofferdikarl för att 1788 kommenderas som förman i förmasten på fregatten Gripen. I denna position deltog han i Gustav III:s ryska krig och sommaren 1788 var han med om Sjöslaget vid Hogland. Senare samma år kommenderades han som extra arklimästare till fregatten Hector som hade tagits av ryssarna. Han deltog under totalt åtta sjöslag och blev efter Räden mot Baltischport 1790 belönad med silvermedaljen För tapperhet till sjöss.
Lillja kvarstannade inom artilleriet inom flottan i över 20 år. Han deltog även på många konvojeringsresor på Nordsjön och i Medelhavet samt även två resor till Sankt Barthélemy. År 1800 var Lillja uppbördskonstapel på fregatten Ulla Fersen som samma år förlorade en sjöstrid med den engelska fregatten Dryaden, vilket ledde till åtta månader som krigsfånge i England och på Irland.
Den 22–24 mars 1802 genomgick Lillja sjöofficersexamen, varefter han utsågs till flaggjunkare inom flottan. Därefter fick en kommendering till fregatten Jarramas och han blev 1805 befordrad till underlöjtnant. Den 22 februari 1708 utbröt det Finska kriget och Lillja placerades på linjeskeppet Fäderneslandet.

### Under Finska kriget
Redan den 9 maj 1808 hade Sveaborg kapitulerat varför hela den finska delen av Skärgårdsflottan föll i ryssarnas hand. Det rörde sig om ca 110 fartyg i olika storlekar och ca 700 båtsmän. I augusti befann sig Lillja med den svenska flottan vid Hangö, och här hade Fäderneslandet i uppgift tillsammans med fyra andra fartyg att spärra farleden Jungfrusund som ledde till Åbo. Den ryska skärgårdsflottan, nu förstärk med bytet från Sveaborg, låg öster därom vid Lövöfjärden. Den 17 augusti 1808 ratade konteramiral Henrik Johan Nauckhoff att man skulle företa en räd mot den Ryska skärgårdsflottan och återta svenska fartyg, däribland hemmeman Styrbjörn.
På kvällen den 17 augusti inleddes anfallet i Jungfrusund och äntringsstyrkan sattes samman. Lillja fick befälet över Fäderneslandets stora slup, som var en barkass, med 16 roddare och 34 äntergastar och soldater. Anfallet startade och Lillja botade Styrbjörn med sina soldater och sjömän. Motståndet på däck nedkämpades man mot man, och man började bogsera fartyget. Dock ökade den ryska beskjutning, varför man satte fartyget på grund, och det sjönk senare i Jungfrusund. För visat mod vid detta tillfälle fick Lillja guldmedaljen av För tapperhet till sjöss 1814.

### Fortsatt tjänstgöring
Efter kriget blev Lillja 1809-1810 biträdande kommendant på Kungsholms fort i Karlskrona; därefter blev han kommenderad till sjötjänst igen. Den 27 oktober 1812 befordrades han till löjtnant varefter han blev andre kapten på linjeskeppet Äran. Han deltog återigen i strider under Fälttåget mot Norge 1814, varefter han steg iland för gott 1817.
1821 blev han chef för Ölands 1:a båtsmanskompani, en befattning han behöll livet ut. Han utnämndes till kapten 1832, och dog tre år senare, 1835, i Kalmar. Han begravdes hemma på Öland vid Algutsrums kyrka. I kyrkan förvaras ännu ett porträtt av Peter Lillja samt dennes sjöofficerssabel

### Familj
Peter Lillja var gift med Sophia Dahlstedt, som föddes i Karlskrona 1768. Hon dog i Kalmar 1838 och ligger begravd tillsammans med maken.

## Utmärkelser
- För tapperhet till sjöss (silver) - 1790
- För tapperhet till sjöss (guld) - 1814

## Bilder

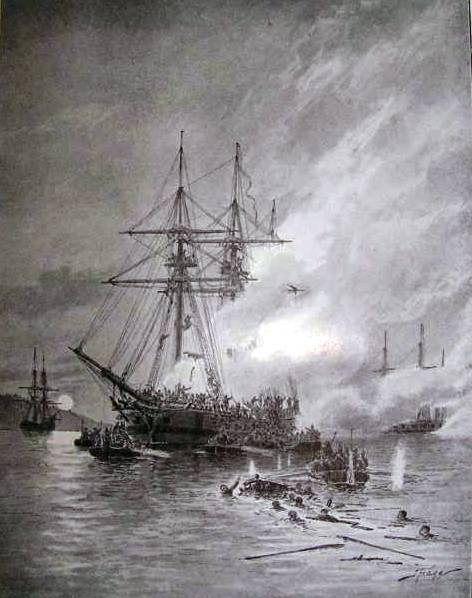
Äntringen av Styrbjörn av Jacob Hägg.